# Веселе (Бориспільський район)
Весе́ле — село в Україні, у Дівичківській сільській територіальній громаді Бориспільського району Київської області. Населення становить 281 особу (2001).

## Населення

### Мова
Розподіл населення за рідною мовою за даними перепису 2001 року:
| Мова       | Кількість | Відсоток |
| ---------- | --------- | -------- |
| українська | 275       | 97.87%   |
| російська  | 6         | 2.13%    |
| Усього     | 281       | 100%     |

| Україна | Це незавершена стаття з географії України. Ви можете допомогти проєкту, виправивши або дописавши її. |

1. ↑  Рідні мови в об'єднаних територіальних громадах України — Український центр суспільних даних